# Ferrocarril Rancagua-Sewell
El Ferrocarril Rancagua-Sewell fue un ferrocarril chileno que conectó la ciudad de Rancagua con el poblado minero de Sewell, ubicado en la cordillera de los Andes. Tenía alrededor de 70 kilómetros de extensión y una trocha de 76 centímetros.

## Historia
Fue construido entre 1906 y 1910, para conectar Rancagua, ubicado en el valle del Cachapoal, en el centro de Chile, con el asentamiento minero de Sewell, donde habitaban los trabajadores de la mina El Teniente, construida a 2140 m s. n. m. En 1916 sufrió reparaciones, y luego se creó un ramal de 3 kilómetros hacia El Teniente, entonces propiedad de la empresa de capitales estadounidenses Braden Copper Company. En 1919 se construyó un ramal entre Colón y la fundición de Caletones.

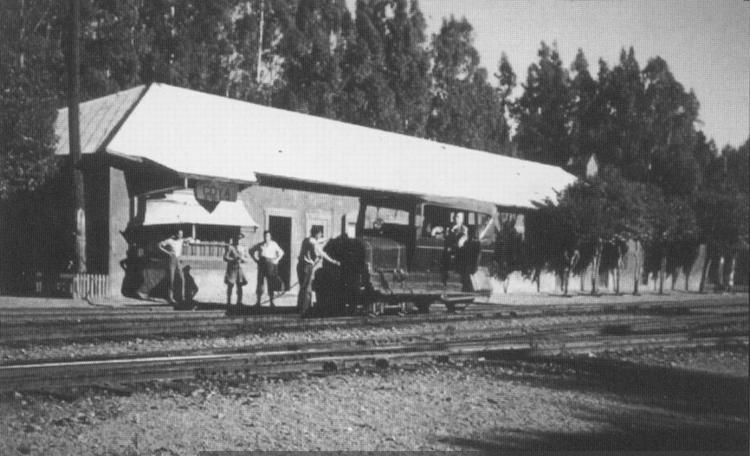
Estación Coya.

El terreno montañoso que ocupaba gran parte del trazado del ferrocarril provocaba que su velocidad fuera muy reducida en ciertas áreas, demorándose 7 horas en completar sus 70 km de extensión. Además, el recorrido revestía de gran peligrosidad; el 9 de febrero de 1960 un accidente del tren en el sector de Agua Dulce, a 4 kilómetros de Sewell, provocó 33 muertes.
En 1967 la Sociedad Minera El Teniente, creada tras el proceso de «Chilenización del cobre», proyectó la construcción de una carretera entre Rancagua y sus instalaciones mineras, la cual fue conocida como Carretera del Cobre. La materialización de la carretera, y la paulatina desocupación de Sewell durante la década de 1970, marcaron el fin del ferrocarril en 1978.

## Trayecto

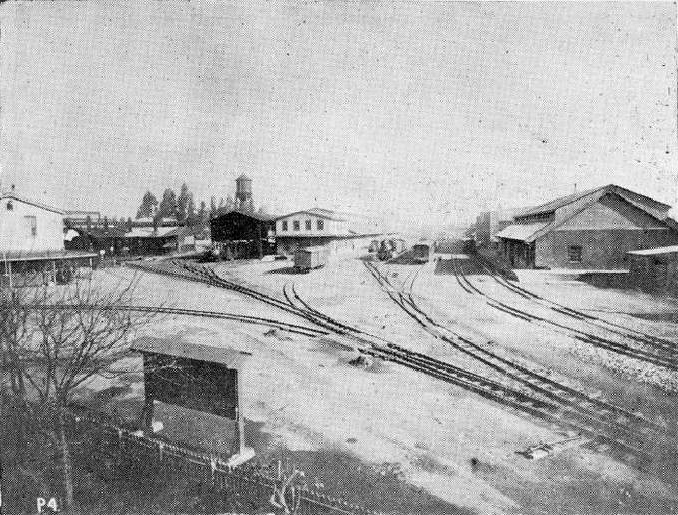
Estación Rancagua del ferrocarril.

El recorrido del ferrocarril era:
| Tramo            | Distancia | Estaciones |
| ---------------- | --------- | --- |
| Rancagua-Coya    | 30,3 km   | - Rancagua (450 m s. n. m.) - Sanchina (Machalí) - Nogales - Sauzal - Baños de Cauquenes - Coya (750 m s. n. m.) |
| Coya-Caletones   | 26,3 km   | - La Isla - Barahona - Colón - Caletones (1500 m s. n. m.)                                                       |
| Caletones-Sewell | 12,7 km   | - Sewell (2150 m s. n. m.)                                                                                       |
| Total            | 69,3 km   | 11 estaciones |